# Matilda Amissah-Arthur
Matilda Nana Manye Amissah-Arthur (nhũ danh Borsah) từng là Đệ nhất phu nhân Ghana từ năm 2012 đến 2017. Bà đã kết hôn với Phó Tổng thống Ghana, Kwesi Amissah-Arthur. Bà đã được cài đặt làm mẹ hoàng hậu của Logba-Adzakoe vào năm 2016, với tên là Unandze Afan Eshi (Mamaga Afeamenyo I). Cha bà là Giám đốc Phúc lợi Xã hội và là công cụ sáng lập Nhà của Osu Children, một trại trẻ mồ côi cũng như Viện Borstal cho tội phạm vị thành niên ở nước này.
Bà Amissah-Arthur là một thủ thư chuyên nghiệp. Bà đã hoạt động như một phụ nữ thứ hai trong việc thúc đẩy xóa mù chữ, thư viện kỹ thuật số, và các nguyên nhân khác ở Ghana, bao gồm quyên góp vật phẩm y tế, và hỗ trợ người bán cá ở Effutu. Amissah-Arthur chịu ảnh hưởng khi làm công tác xã hội bởi cha cô, người đã từng là Giám đốc Phúc lợi Xã hội ở Ghana.